# Parafia Najświętszej Maryi Panny Królowej Polski w Zagłobie
Parafia Najświętszej Maryi Panny Królowej Polski w Zagłobie – parafia rzymskokatolicka, znajdująca się w archidiecezji lubelskiej, w dekanacie Opole Lubelskie.

## Historia parafii
Na terenie obecnej parafii w miejscowości Zagłoba samodzielne duszpasterstwo rozpoczęło się w roku 1898 z chwilą wybudowania kaplicy dla potrzeb duchowych ludzi pracujących w pobliskiej cukrowni. Pierwsza kaplica została postawiona na gruntach będących własnością rodziny Kleniewskich, na miejscu gdzie obecnie znajduje się cmentarz grzebalny. Duszpasterstwo w tej kaplicy sprawowali początkowo księża z parafii w Wilkowie bo na terenie tejże właśnie parafii powstała kaplica.
W roku 1906, pod wpływem wydania w 1905 roku przez cara ukazu o możliwości budowania świątyń, oraz udziału w rekolekcjach prowadzonych przez ojca Honorata Koźmińskiego, Jan i Maria Kleniewscy pisemnie zwrócili się do biskupa lubelskiego Franciszka Jaczewskiego o pozwolenie na budowę kościoła i utworzenie parafii w Dratowie (obecnie Zagłoba) W odpowiedzi na to, biskup Jaczewski w piśmie z dnia 14 listopada 1906 roku wyraził zgodę na wybudowanie kościoła. W roku 1907 staraniem Kleniewskich rozpoczęło się wznoszenie świątyni. Kamień węgielny poświęcono i wmurowano 20 sierpnia 1907 roku, pod przewodnictwem ks. Antoniego Chotyńskiego. Budowa kościoła w Zagłobie to również wypełnienie ślubu jaki złożył Jan Kleniewski w czasie choroby żony i ponowił po jej wyzdrowieniu. Na budowę kościoła Kleniewscy przeznaczyli majątek Świdry w powiecie janowskim liczący 1601 mórg, o wielkich pokładach torfu, z cegielnią, tartakiem i smolarnią. Budowa kościoła mocno wydłużała się w czasie, czego powodem był brak pieniędzy (bowiem suma 50 tys. zł uzyskana ze sprzedaży majątku w Świdrach pożyczona została przez Kleniewskich synowi Przemysławowi, który bardzo długo ociągał się ze spłatą długu). W 1939 roku kościół znajdował się w stanie surowym.
Parafia pod wezwaniem Matki Bożej Królowej Polski w Dratowie (Zagłobie) została prawnie erygowana 7 marca 1924 roku. Utworzył ją dekretem nr 690 ówczesny biskup lubelski Marian Leon Fulman. Powstanie parafii zawdzięcza się głównie Marii Kleniewskiej (+1947) i jej usilnym zabiegom u władz kościelnych, bowiem jej mąż Jan zmarł w roku 1918. Do roku 1946 w aktach kościelnych parafia Zagłoba istniała pod nazwą Dratów, zaś od roku 1947 już pod nazwą Zagłoba. Nazwę Zagłoba nosi również miejscowość, w której znajduje się kościół. Nazwa ta wzięta jest od herbu Zagłoba jaki mieli Kleniewscy.
Parafia p.w. Najświętszej Maryi Panny Królowej Polski w Zagłobie obecnie liczy 3200 wiernych.